# Mutt Williams
Mutt Williams (även kallad Henry Jones III) är en karaktär i Indiana Jones franchisen, och spelas av skådespelaren Shia LaBeouf. Han introduceras i filmen Indiana Jones och Kristalldödskallens rike som en motorcykelknutte och blir Indiana Jones hjälpreda under filmens äventyr. Han är son till Indiana Jones och dennes gamla flamma Marion Ravenwood.

## Karaktärens uppkomst
Filmens producent Frank Marshall sa i en intervju att Mutt representerar en personlighet präglad av ung arrogans, i syfte att visa att Indiana är äldre och klokare. LeBeouf var Spielbergs första och enda förslag till rollen som Mutt.
Entusiastisk över att medverka i en Indiana Jones-film, tog LeBeouf rollen utan att ha läst manuset och kände därmed inte till rollen som han skulle spela. Som förberedelse tittade han på filmer som Vänd dem inte ryggen och Vild ungdom för att komma in i sin roll, kopierade beteenden och ord från karaktärerna i dessa filmer, som till exempel användandet av en stilett som vapen.